# Petobriga
Petobriga est une cité antique de Galatie, en Asie Mineure. Elle fut une cité galate autour du IIe siècle av. J.-C., située sur le territoire des Tolistoboges. Son nom est notamment composé du suffixe celtique -briga « colline, mont », et par extension « hauteur fortifiée, forteresse ».
Petobriga était située près de l'actuel village turc de Beypazarı,, à une cinquantaine de kilomètres au nord-ouest d'Ankara.